# Sextant (instrument de mesura)

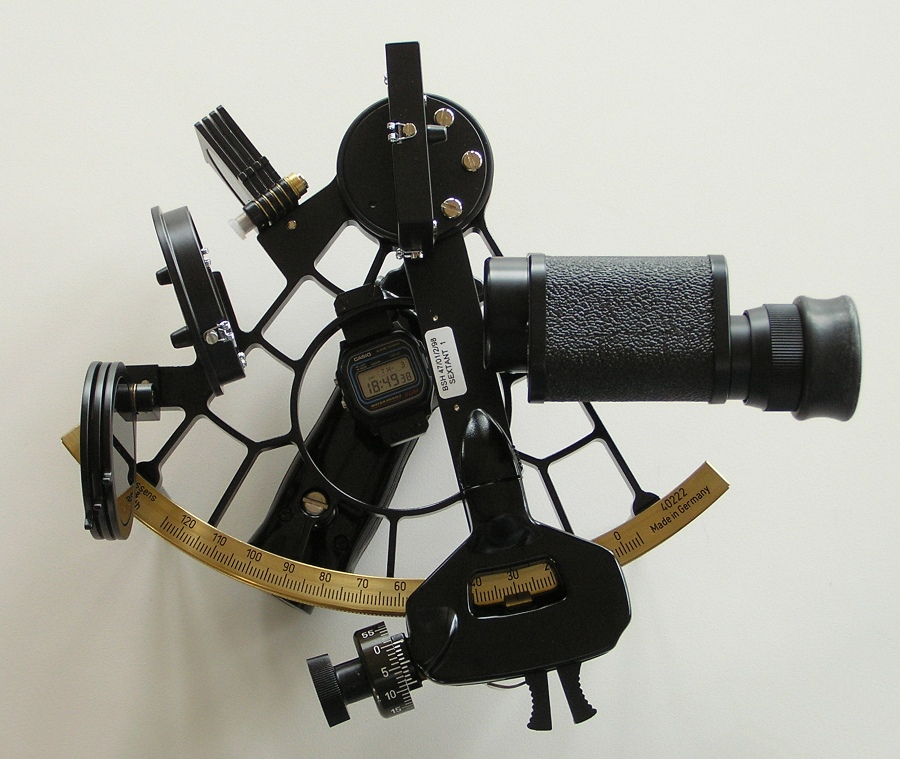
Sextant Cassens&Platz (RFA).

El sextant és un instrument de mesura que permet mesurar angles entre dos objectes tals com dos punts d'una costa o un astre —tradicionalment el Sol— i l'horitzó. Coneixent l'elevació del Sol i l'hora del dia es pot determinar la latitud a la qual es troba l'observador. Aquesta determinació s'efectua amb bastant precisió mitjançant càlculs matemàtics senzills d'aplicar.
És el successor de l'octant, que s'emprava també per mesurar l'altura d'un astre sobre l'horitzó. Tenia una obertura angular de 45° (el que permet doncs mesurar l'altura fins a 90°), del primer angle provenia el seu nom (1/8 de 360°).
El sextant va reemplaçar l'octant, ja que tenia un abast superior, va ser durant segles de gran importància en la navegació marítima, fins que als últims decennis del segle xx es van imposar sistemes més moderns, sobretot la determinació de la posició mitjançant satèl·lits. El nom de sextant prové de l'escala de l'instrument, que abasta un angle de 60 graus, o sigui, una sisena part d'un cercle complet (permetent doncs mesurar angles fins a 120º, per raó de la doble reflexió)
El 1922, va ser modificat per a la navegació aeronàutica pel navegant i oficial naval portuguès Gago Coutinho.

## Història

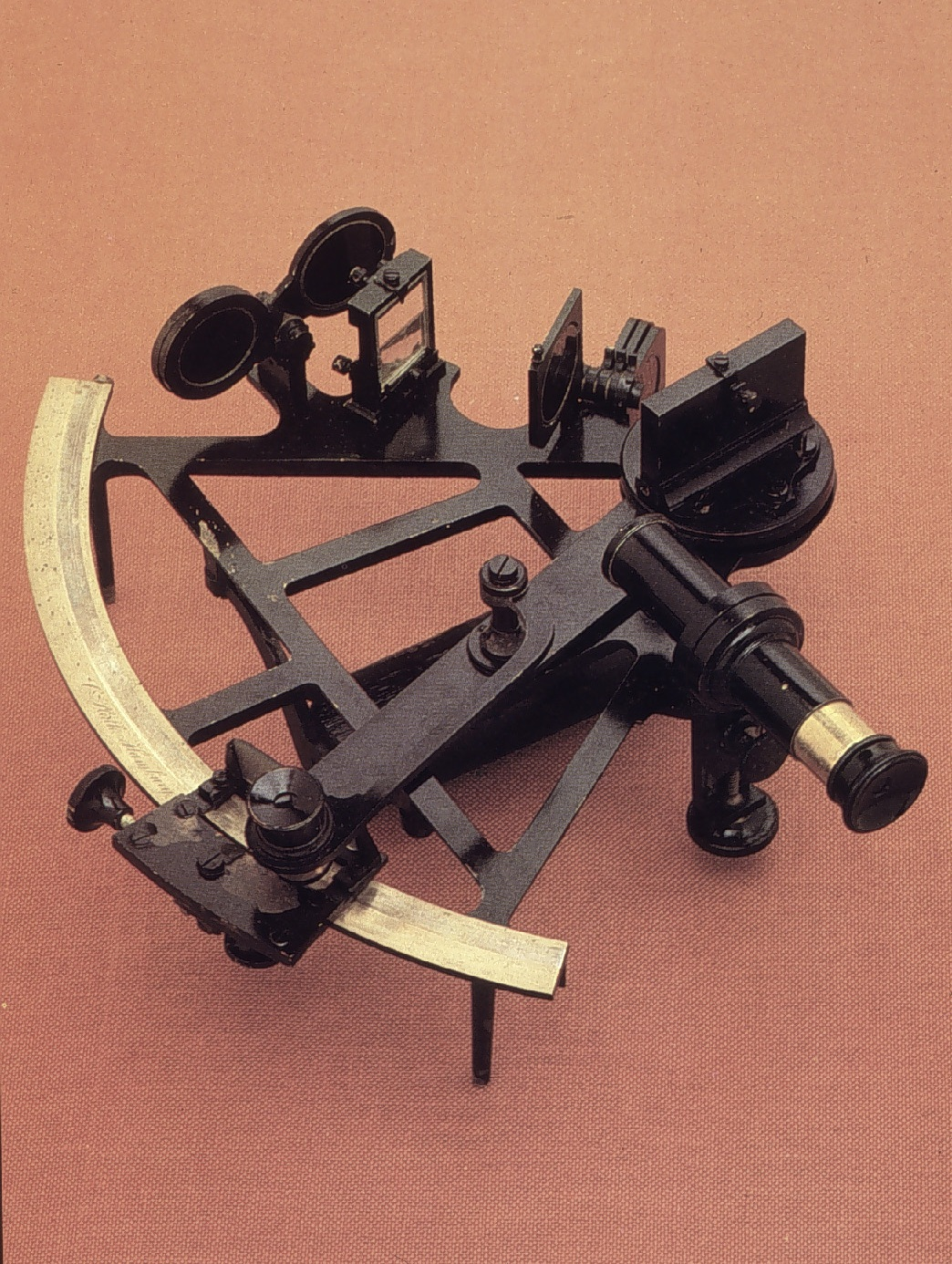
Sextant del

Isaac Newton (1643-1727) va inventar un instrument de navegació de reflexió (o quadrant de reflexió), amb el principi de doble reflexió, però mai no el va publicar. Dos inventors van desenvolupar l'octant de forma independent al voltant de 1730: John Hadley (1682-1744), matemàtic anglès, i Thomas Godfrey (inventor, 1704 - 1749), vidrier de Filadèlfia. L'octant i més tard el sextant, van reemplaçar el quadrant de Davis com principal instrument per a la navegació.
Igual que el Quadrant de Davis (també anomenat backstaff), el sextant permet mesurar l'alçada dels objectes celestes en relació amb l'horitzó (més que en relació amb l'instrument). Això permet una precisió excel·lent. No obstant això, a diferència del backstaff, el sextant permet l'observació directa de les estrelles, i així se'n pot servir a la nit quan un backstaff és difícil d'utilitzar. Per a l'observació solar, diferents filtres permeten l'observació directa del Sol.
Atès que la mesura és relativa a l'horitzó, el punter de mesura és un feix de llum que arriba fins a l'horitzó. La mesura està limitada per la precisió angular de l'instrument i no per l'error del sinus de la longitud de l'alidada, com ho és en el cas d'un astrolabi nàutic o altres instruments semblants.
L'horitzó i objecte celeste es mantenen estables quan es veuen a través d'un sextant, fins i tot quan l'usuari està en un vaixell en moviment. Això passa perquè el sextant veu l'horitzó (immòbil) directament, i veu l'objecte celeste a través de dos miralls que resten (compensen) el moviment relatiu del sextant respecte a l'objecte reflectit.
Per utilitzar el sol com a referència, es pot realitzar una observació directa del sol sempre que el sextant posseeixi filtres per a la protecció ocular.
El sextant no requereix un objectiu completament estable, ja que mesura un angle relatiu. Per exemple, quan un sextant s'utilitza en un vaixell en moviment, la imatge de l'horitzó i els objectes celestes es mouen en el camp de visió. No obstant això, la posició relativa de les dues imatges es mantindrà estable, i sempre que l'usuari pugui determinar que l'objecte celeste toca l'horitzó, l'exactitud del mesurament serà bona en comparació de la magnitud del moviment.
El sextant no requereix electricitat, a diferència de moltes formes de navegació modernes o de qualsevol altre instrument humà (com els satèl·lits GPS). Per aquestes raons, es considera de caràcter eminentment pràctic mantenir un sextant entre les eines de navegació en els bucs.

## Parts d'un sextant
El sextant disposa d'uns elements fixos i d'unes parts mòbils:

Esquema d'un sextant

1. Un mirall fix, amb la meitat que permet veure a través d'ell.
2. Un mirall mòbil, amb un índex (alidada) que assenyala a l'escala (limbe) l'angle mesurat.
3. Un micròmetre.
4. Una mira telescòpica.
5. Filtres de protecció ocular.

### Forma d'operar el sextant
Per determinar l'angle entre dos punts, per exemple, entre l'horitzó i un astre, primer cal assegurar-se d'utilitzar els diferents filtres si l'astre que es vol observar és el Sol (molt important per les greus danys a l'ull que l'observació directa del Sol pot provocar). A més, cal proveir-se d'un cronòmetre molt precís i ben ajustat al segon, per poder determinar l'hora exacta de l'observació i, d'aquesta manera, anotar-ho per als immediats càlculs que caldrà realitzar.
Per prendre mesures d'angles verticals com l'altura d'un astre es col·loca el sextant verticalment i s'orienta l'instrument cap a la línia de l'horitzó, sota la vertical de l'astre. Tot seguit es busca l'astre a través de la mira telescòpica, desplaçant el mirall mòbil fins a trobar-lo. Un cop localitzat, es fa coincidir amb el reflex de l'horitzó de la meitat fixa del mirall. D'aquesta manera es veurà una imatge partida, al costat esquerre l'horitzó i a l'altre (el dret) l'astre.
A continuació es fa oscil·lar lleugerament el sextant (amb un gir de canell) i el micròmetre per fer tangent el limbe inferior del sol amb la línia de l'horitzó fins a obtenir l'ajust precís entre els dos. El que marqui el limbe serà l'angle que determina l'altura instrumental (o altura observada) de l'astre a l'hora exacta mesurada al segon. Després de les correccions corresponents es determina l'altura veritable d'aquest astre, dada que servirà per al procés de càlcul de la situació observada astronòmicament.

Ús del sextant

- Descripció detallada de l'operativa:

1. Apunteu amb el sextant cap a l'horitzó sota la vertical del Sol. Veureu l'horitzó a la part esquerra del mirall a través del vidre, i també a la dreta, reflectit pels dos miralls. El braç de l'índex ha d'estar en la posició zero.
2. Moveu la palanca fins que la part dreta del mirall reflecteixi el sol.
3. Ajusteu la imatge del sol amb la de l'horitzó.
4. El limbe inferior del Sol ha de tocar l'horitzó. Allibereu la palanca. Balancejeu el sextant i ajusteu el micròmetre fins que el sol sigui exactament tangent a l'horitzó.
5. Fet. L'altura del sol sobre l'horitzó és de 40º 17.3'.

Guardeu l'hora exacta de la mesura i els graus de l'altura del Sol. Amb unes senzilles operacions podreu calcular la vostra latitud

## Prenent una visual

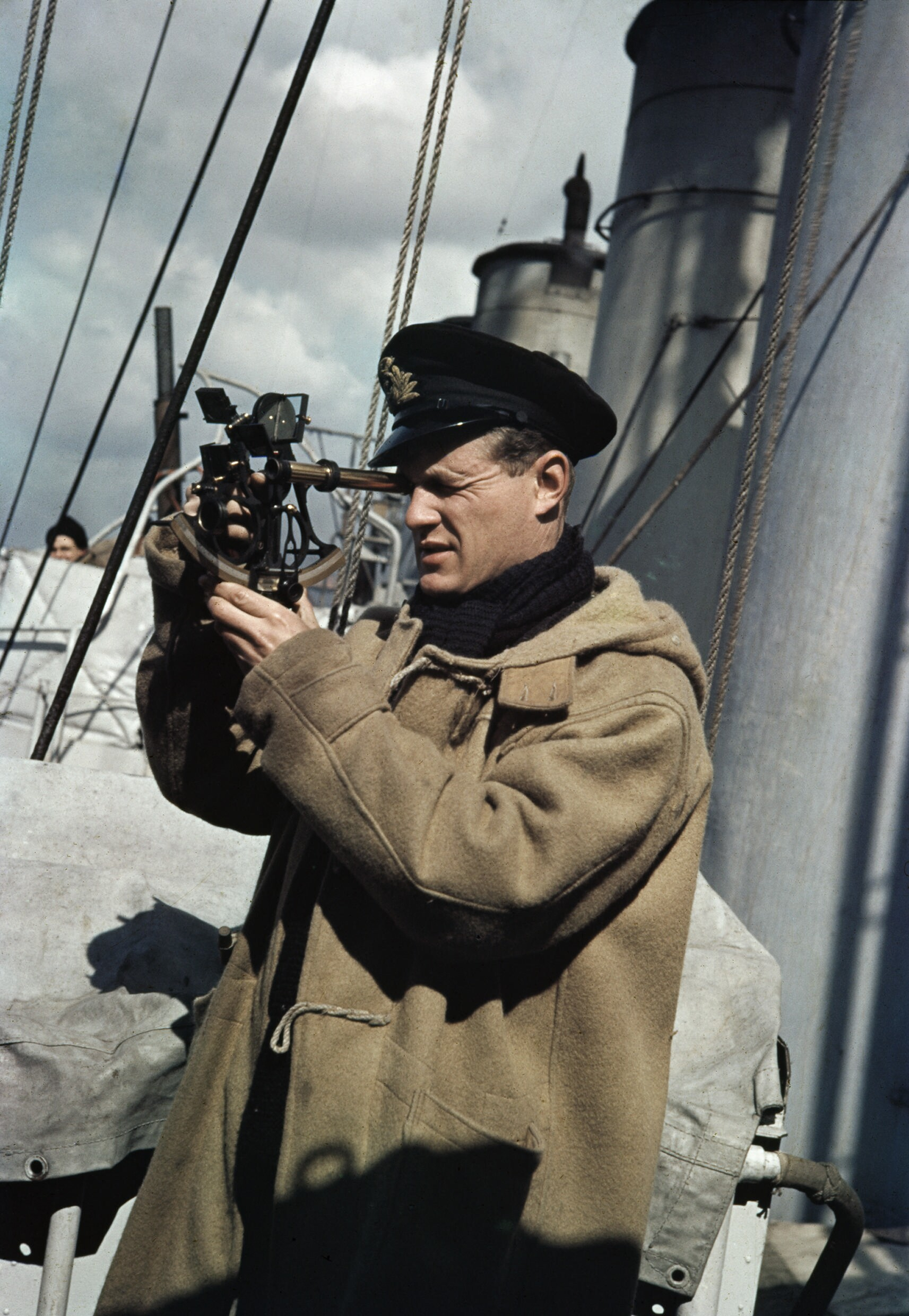
Oficial de la Royal Navy operant un sextant (1942)

Per prendre una visual (o mesura) de l'angle entre el Sol, un estel o un planeta, i l'horitzó, el "telescopi astronòmic" ha d'estar instal·lat en el sextant, i l'horitzó ha de ser visible. En els bucs en el mar, això no representa generalment un problema. En dies de boira, una presa de vista a baixa altura per sobre de l'aigua pot donar una imatge més precisa de l'horitzó. El sextant es treu de la seva caixa i se sosté amb la mà dreta pel seu mànec, sense tocar l'arc amb els dits mai.
Per a una observació del sol, els filtres del sextant permeten evitar l'enlluernament. Un mètode de partida és utilitzar filtres tant en el mirall índex com en el de mirall de l'horitzó, de manera que es pugui veure el sol com un disc sòlid i sense danyar la vista. Mitjançant l'establiment de la barra d'índex a zero, el sol es pot veure a través del telescopi. L'alliberament de la barra de l'índex (ja sigui per l'alliberament d'un cargol de subjecció, o en els instruments moderns, utilitzant el botó d'alliberament ràpid), la imatge del sol es poden reduir fins al nivell de l'horitzó. És necessari voltejar cap enrere el filtre del mirall horitzó per poder veure l'horitzó, i després girar el cargol d'ajust fi en l'extrem de la barra d'índex fins que la corba inferior (l'extrem inferior) del sol amb prou feines toqui l'horitzó. Suspenent el sextant sobre l'eix del telescopi s'assegura que la lectura està presa amb l'instrument en posició vertical. L'angle de la visual es llegirà a partir de l'escala en l'arc, fent ús sempre del micròmetre o noni. L'hora exacta de la lectura de la visual també ha de tenir-se en compte al mateix temps, i registrar-se l'altura dels ulls per sobre del nivell del mar.
Un mètode alternatiu consisteix a estimar l'altura actual (angle) del sol amb les taules de navegació, i a continuació, fixar la barra de l'índex amb l'angle corresponent, i amb l'equip apuntant directament a l'horitzó, escombrar de costat a costat fins que un centelleig dels rajos del sol es vegi en el telescopi. A continuació es procedeix a realitzar els mateixos ajustos fins descrits en el procediment anterior. Aquest mètode és menys probable que tingui èxit en l'observació d'estels i planetes.
Les visuals d'estels i planetes es prenen normalment durant el crepuscle, a l'alba o al capvespre, mentre que tant els cossos celestes com l'horitzó del mar són visibles. No hi ha necessitat d'utilitzar filtres per distingir l'extremitat inferior de l'astre observat, ja que el cos apareix com un simple punt en el telescopi. La lluna pot ser observada, però aparenta moure's molt ràpid, pot presentar diferents grandàries en diferents moments, i de vegades solament es pot distingir l'extrem inferior o el superior per les fases.
Els sextants es poden utilitzar també per mesurar altres angles visibles amb molta precisió, per exemple, entre un cos celeste i un altre; o entre punts de referència en terra. Utilitzat horitzontalment, un sextant pot mesurar l'angle aparent entre dos edificis la posició dels quals figuri en un plànol, com un far i la torre d'una església, la qual cosa es pot utilitzar per trobar la distància des d'o cap al mar. Utilitzat verticalment, una mesura de l'angle entre el focus d'un far i el nivell del mar a la seva base també es pot utilitzar per calcular la distància.

## Cures
El sextant és un instrument molt delicat. Si cau, l'arc es pot doblegar, de manera que si això passés la seva precisió es veuria minvada. És possible una recertificació amb instruments topogràfics o amb instruments òptics de precisió, però la reparació d'un arc doblegat és, en general, una acció poc pràctica.
Molts navegants es neguen a compartir els seus sextants, per assegurar que poden controlar-ne la integritat. La majoria dels sextants vénen amb un cordó de coll, però els més barats vénen en un estoig. Una precaució tradicional és posar-se el cordó al coll abans de retirar el sextant del seu estoig; i guardar-ho sempre en algun lloc a la vista. Els sextants utilitzats que no tenen un estoig és molt probable que pateixin danys.

## Ajustaments
A causa de la sensibilitat de l'instrument, és fàcil que algun cop es quedin els miralls fora d'ajust. Per aquesta raó, un sextant s'ha de revisar sovint per detectar possibles errors i adaptar-se en conseqüència.
Hi ha quatre tipus d'errors que poden ser ajustats pel navegador i que s'han de corregir seguint l'ordre següent:
1. Error de Perpendicularitat: Succeeix quan el mirall índex no és perpendicular a l'estructura del sextant. Per comprovar-ho, col·loqueu el braç de l'índex a uns 60° a l'arc i mantingueu-vos el sextant horitzontal amb l'arc a una distància similar a la dels braços estesos, i amb la mirada al mirall de l'índex. L'arc del sextant ha d'aparentar continuar sense interrupció al mirall. Si hi ha algun error, aleshores les dues imatges (la real i el seu reflex) presentaran un trencament. Ajudeu-vos del mirall fins que la reflexió i la visió directa de l'arc aparentin ser contínues.
2. Error d'Alineació Lateral: Ocorre quan vidre/mirall de l'horitzó no és perpendicular al pla de l'instrument. Per comprovar-ho, en primer lloc cal posar a zero el braç índex, i després observar una estrella a través del sextant. A continuació, cal girar el cargol de moviment d'anada i tornada perquè la imatge reflectida passi alternativament per sobre i per sota de la vista directa. En cas que en canviar d'una posició a una altra la imatge reflectida passa directament per sobre de la imatge directa, aleshores no hi ha error d'alineació lateral. L'usuari pot veure l'horitzó per comprovar el sextant durant el dia. Si mostreu dos horitzons, llavors hi ha un error d'alineació lateral, i heu d'ajustar vidre/mirall de l'horitzó fins que les estrelles es fonen en una sola imatge o els horitzons es funden en un. Aquest error és generalment insignificant per a les observacions i pot ser ignorat o reduït a un nivell insignificant.
3. Error de Col·limació: Es produeix quan el telescopi o monocular no és paral·lel al pla del sextant. Per comprovar-ho cal observar dues estrelles separades 90 o més. Apropeu les dues estrelles en coincidència, bé a l'esquerra o a la dreta del camp de visió. Moveu el sextant una mica perquè les estrelles es mouen cap a l'altra banda del camp de visió. Si se separen no hi ha error de col·limació.
4. Error d'Índex: Apareix quan l'índex i els miralls de l'horitzó no són paral·leles entre si quan l'índex del braç es fixa a zero. Per comprovar-ho, cal posar a zero l'índex del braç i observar l'horitzó. Si la imatge reflectida i la directa de l'horitzó apareixen en línia, aleshores no hi ha cap error d'índex. Si un està per sobre de l'altra, cal ajustar el mirall de l'índex fins que els dos horitzons es fusionin. Això es pot fer a la nit mitjançant una estrella o la lluna.

## Formació moderna de la Marina dels EUA
Després d'un lapse de 15 anys en els que s'havia eliminat la formació d'aquest aparell, el 30è Cap d'Operacions Navals dels U.S. Navy, l'any 2016 va indicar que es reprengués la formació per utilitzar el sextant com a dispositiu de navegació de seguretat, ja que no depèn de sistemes elèctrics.